# Rüdiger Bierhorst

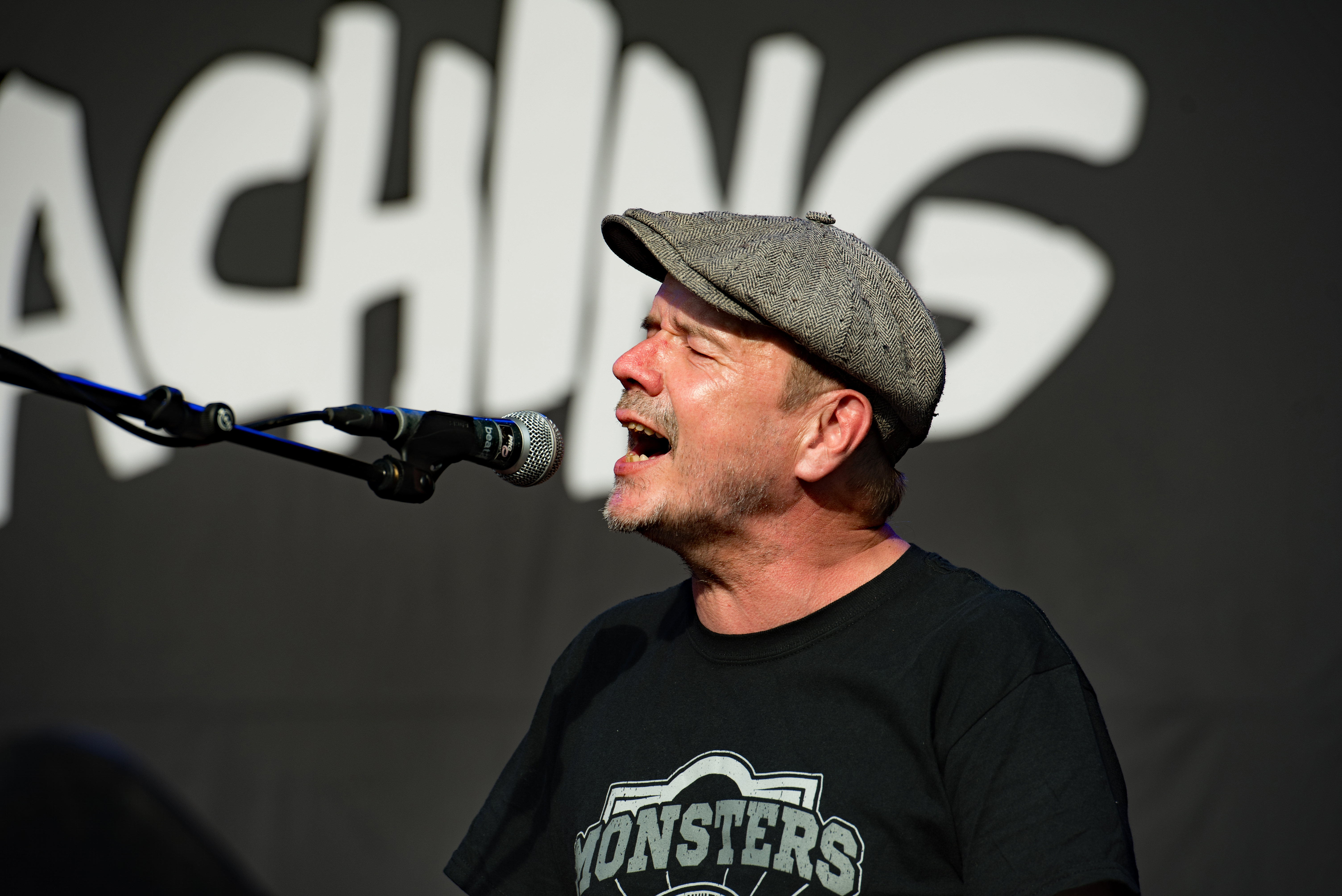
Rüdiger Bierhorst mit den Monsters of Liedermaching auf dem Reload Festival 2016

Rüdiger Bierhorst (* 8. November 1963 in Konstanz) ist ein deutscher Liedermacher aus Berlin und gehört zu der neueren „Liedermaching“-Szene.

## Leben
Mit 16 Jahren wirkte Bierhorst in Konstanz in seiner ersten Gruppe mit, die zunächst Seed 'n' Barley und später Schlicht'n'einfach hieß. Anfang der 1980er Jahre veröffentlichten sie zwei Schallplatten.
Nach dem Abitur und Bundeswehrdienst zog Bierhorst von Konstanz nach Berlin, wo er einige Zeit lebte. Mit dem Umzug nach Berlin begann seine Karriere als Solokünstler. Aus privaten Gründen zog Bierhorst 2012 zurück nach Konstanz.
Im Jahr 2022 erlitt Bierhorst einen Schlaganfall und konnte vorübergehend nicht auftreten.
Neben seinen Aktivitäten als Solokünstler bildet er mit fünf anderen Liedermachern die Formation Monsters of Liedermaching. Außerdem hat er mehrmals mit Joint Venture und nach deren Ende mit dem verbleibenden Götz Widmann zusammengearbeitet. Widmann hat das Lied Mein Lied für Rüdi auf seiner CD böäöäöäöäöä über Rüdiger Bierhorst geschrieben. Des Weiteren tritt er oft zusammen mit Sven Panne auf unter der Bezeichnung PanneBierhorst.

## Diskografie

### Mit Seed'n'Barley
- Shining for you, 1982

### Mit Schlicht'n'einfach
- Hart an der Grenze, (Songs: Ich bin ein Held/ARD), 1983

### Solo
- Ohne Gewähr (CD), 2000
- Ich Jetzt! (CD), 2005
- Unerreichbar (CD), 2010
- Im Zentrum des Kreisels (CD/Vinyl), 2022

### Mit den Monsters of Liedermaching
- Männer wie uns (Doppel-CD), 2006
- 6 Richtige (Doppel-CD), 2004
- Sitzpogo (CD), 2008
- Das Auge hört mit (DVD), 2009
- Nur die anderen können es besser (Vol. 1) (Vinyl), 2010
- Haie im Flipperpelz (CD), 2011
- Schnaps und Kekse (CD), 2012
- 10 Jahre Monsters of Liedermaching – Das Jubiläumsalbum (CD), 2013 *WN*
- Wiedersehen macht Freude, 2016
- Für Alle, 2017
- Glück zählt auch, 2021
- Federwisch im Elfental, 2023

### Mit PanneBierhorst
- Das kennt ihr ja von uns (CD), 2015
- Aber immer gerne doch (CD), 2016